# 鵜鳥神楽
鵜鳥神楽（うのとりかぐら）は、岩手県の沿岸地方に伝わる、獅子頭を権現様とした山伏神楽である。全53項目あると伝えられており、その中でも、清祓,岩長姫,岩戸舞,斐の川,御祈祷,御神楽,榊葉,松迎,山の神,恵比寿舞は演舞と呼ばれている。2015年3月2日に国の重要無形民俗文化財に指定された。

## 概要
全53演目の舞があり、毎年1月から3月にかけて一年交替で岩手県久慈市までの「北廻り」、釜石市までの「南廻り」で巡業する。巡業は各地の神楽宿や公民館で行われ「恵比寿舞」では観客との掛合いもある